# فرديناند الأول ملك بلغاريا

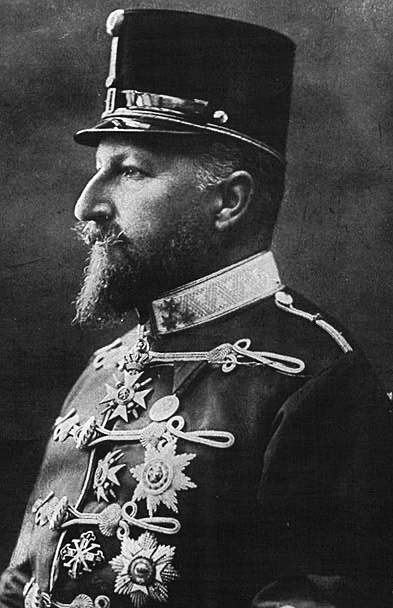
فيرديناند الأول ملك بلغاريا

الملك فرديناند الأول (26 فبراير 1861 - 10 سبتمبر 1948)، ملك وقيصر بلغاريا (1908 - 1918) . ولد باسم الأمير فرديناند ماكسيملان كارل ليوبولد ماريا ساكس كوبيرغ وغوثا. بالإضافة إلى كونه ملك بلغاريا، كان كاتبًا وعالم نبات، وجامع طوابع. توفي في ألمانيا ودفن هناك في كنيسة القديس أوغسطين الكاثوليكية.
وزوجته مارى لويز أميرة بلغاريا (1893-1899) وزوجته السيدة اليانور رويس ملكة بلغاريا (1908-1917) وأمه كليمنتين بنت ملك فرنسا لويس فيليب الأول وبنت ملكة فرنسا ماري أملي وخالته ملكة بلجيكا لويز زوجته ملك بلجيكا ليوبولد الأول وأولاد خالته ملك بلجيكا ليوبولد الثاني وإمبراطورة المكسيك شارلوت زوجته إمبراطور المكسيك ماكسيميليان الأول وجد قيصر بلغاريا سيميون الثاني.
أعلن استقلال بلغاريا التام عن الدولة العثمانية عام 1908. لعب دور بارز في إنشاء العصبة البلقانية عام 1912. في عهده خاضت بلغاريا غمار الحربين البلقانيتين الأولى والثانية، ودخلت الحرب العالمية الأولى إلى جانب ألمانيا وحلفائها. تخلى عن العرش لابنه القيصر بوريس الثالث عام 1918.

## خلفيته العائلية
وُلد فرديناند في 26 فبراير عام 1861 في فيينا، وهو أمير ألماني من عائلة ساكس كوبورغ وغوتا كوهاري. كانت الأميرة ماريا أنطونيا كوهاري من نبلاء هنغاريا، والتي تزوجت ابنتها ووريثتها من جد فرديناند. نشأ فرديناند على إيمان جده الكاثوليكي وعُمِّد في كاتدرائية القديس اسطفان في فيينا في 27 فبراير، كان عرّابه أرشيدوك ماكسيميليان من النمسا وزوجته الأميرة شارلوت من بلجيكا. نشأ في بيئة النبلاء الهنغاريين النمساويين وكذلك في أراضي أجدادهم في هنغاريا وألمانيا. انحدرت عائلة كوهاري من عائلة نبيلة هنغارية ثرية للغاية، والتي احتلت أراضي الأمراء في أوفابراد وسيتنو في سلوفاكيا. زادت ممتلكات الأسرة بسبب مهر كليمنتين أميرة أورليان الكبير.
كان فرديناند ابن الأمير أوغست من ساكس كوبورغ وزوجته كليمنتين أورليانز ابنة الملك لويس فيليب الأول الفرنسي. كان والده أوغست شقيقًا للملك البرتغالي فرديناند الثاني، وابن عم الملكة فيكتوريا وزوجها ألبرت والإمبراطورة كارلوتا من المكسيك وشقيقها ليوبولد الثاني من بلجيكا.

## أمير بلغاريا
تنازل الأمير الحاكم السابق لبلغاريا ألكسندر باتنبرغ في عام 1886 عن الحكم بعد انقلاب موالٍ لروسيا بعد سبع سنوات فقط من انتخابه. انتخب فرديناند الذي كان ضابطًا في الجيش النمساوي الهنغاري أميرًا لبلغاريا المستقلة من قبل الجمعية الوطنية الكبرى في 7 يوليو عام 1887 في التقويم الميلادي. عُرض العرش سابقًا قبل تنصيب فرديناند لأمراء من الدنمارك إلى القوقاز وحتى ملك رومانيا كمحاولات يائسة لمنع الاحتلال الروسي لبلغاريا. رشح القيصر الروسي بنفسه مساعده نيكولس دادياني ولكن رفضت بلغاريا. قوبل تشريح فرديناند بالرفض من قبل العديد من البيوت الملكية في أوروبا، قالت الملكة فيكتوريا ابنة عم والده لرئيس وزرائها: «إنه غير لائق تمامًا... فهو حساس وغريب الأطوار ومخنث... يجب أن يُوقف فورًا». قدم فرديناند بشكل عام سلوكًا جيدًا خلال العقدين الأولين من حكمه ما أثار دهشة من عارضوه.
سيطر زعيم الحزب الليبرالي ستيفان ستامبولوف على الحياة السياسية الداخلية في بلغاريا خلال السنوات الأولى من حكم فرديناند، والذي شهدت سياسته الخارجية المستقلة تراجعًا ملحوظًا في العلاقات مع روسيا التي كانت تعتبر في السابق حامية بلغاريا.
من المحتمل أنَّ سقوط ستامبولوف في مايو 1894 واغتياله اللاحق في يوليو 1895 كان من تخطيط فرديناند، ما مهد الطريق لمصالحة بلغاريا مع روسيا، والتي حصلت في فبراير عام 1896 بقرار فرديناند بتحويل ابنه الرضيع الأمير بوريس من الكاثوليكية الرومانية إلى المسيحية الأرثوذكسية الشرقية. أكسبته هذه الخطوة عداء أقاربه الكاثوليك النمساويين، لا سيما عمّه الإمبراطور فرانز جوزيف الأول من النمسا.

## قيصر بلغاريا

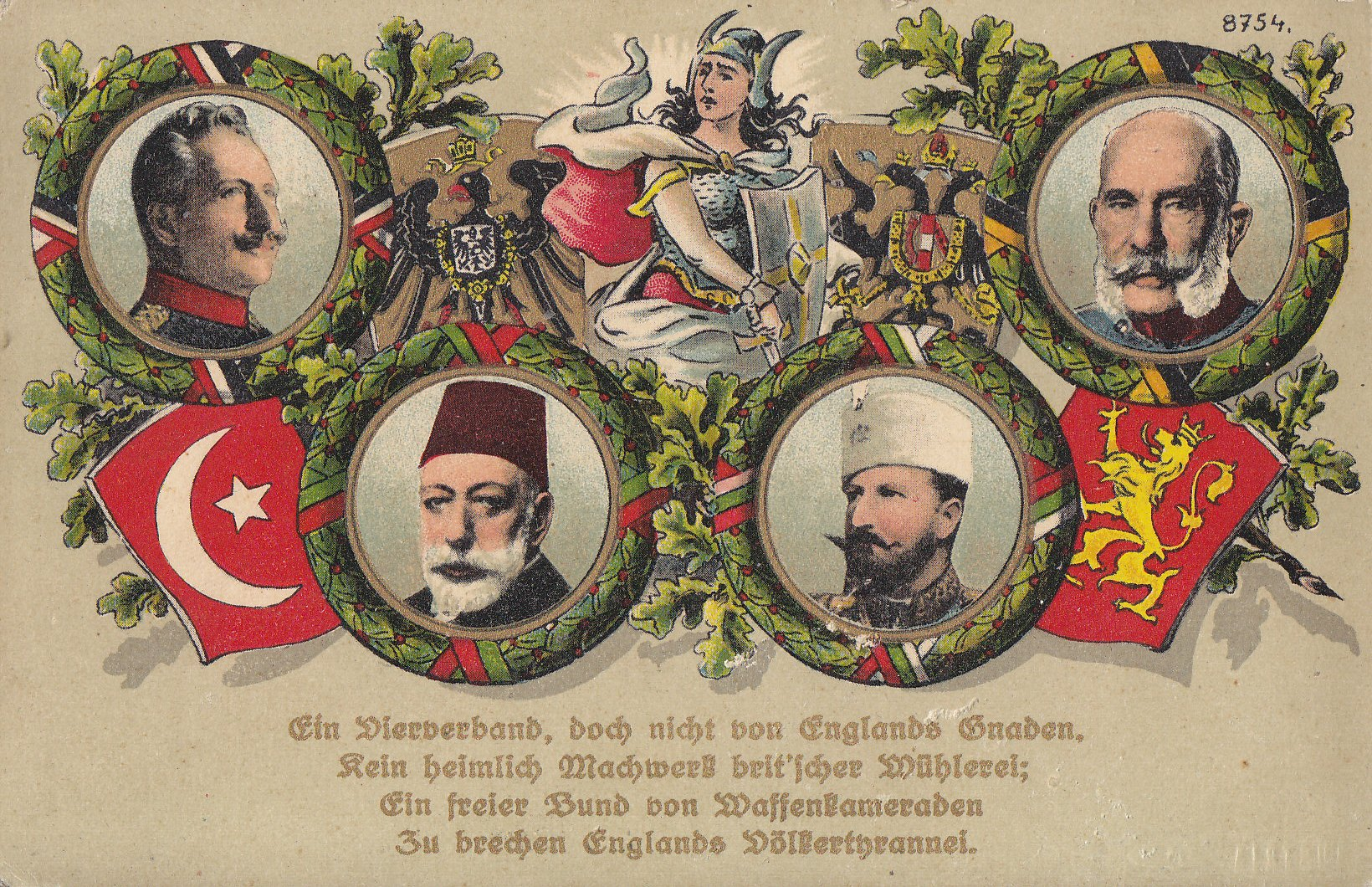
ملوك القوى المركزية: ألمانيا، الإمبراطورية العثمانية، بلغاريا، الإمبراطورية النمساوية المجرية

أعلن فرديناند استقلال بلغاريا بحكم القانون عن الإمبراطورية العثمانية في 5 أكتوبر 1908 (يجري الاحتفال به في 22 سبتمبر) على الرغم من أنَّ البلاد كانت مستقلة فعليًا منذ عام 1878. كما أعلن بلغاريا مملكة ولقب نفسه بالقيصر في إشارة مقصودة لحكام الدولة البلغارية السابقين. ومع ذلك تُرجم لقب القيصر كإمبراطور في الإمبراطوريتين البلغارية الأولى والثانية، وتُرجم كملك تحت حكم فرديناند وخلفائه. أعلن الاستقلال البلغاري في كنيسة الشهداء الأربعين المقدسة في ترنوفو، واعترفت به تركيا والقوى الأوروبية الأخرى. أبقى على دستور ترنوفو مع استبدال لقب الأمير بلقب القيصر.
عُرف فرديناند بكونه شخصية هادئة. كان في زيارة للإمبراطور الألماني فيلهلم الثاني ابن عمه في عام 1909 وكان فرديناند ينظر من نافذة القصر في بوتسدام عندما اقترب الإمبراطور منه وصفعه على مؤخرته. كان فرديناند مستاءً من ذلك لكن القيصر رفض الاعتذار بغرور. انتقم فرديناند من خلال منح صفقة أسلحة قيمة (كان ينوي منحها إلى مصنع كروب في إيسن) إلى شركة تصنيع الأسلحة الفرنسية شنايدر كريوسوت. وقعت حادثة أخرى في رحلته إلى جنازة ابن عمه الثاني الملك إدوارد السابع في عام 1910، إذ اندلع خلاف حول ترتيب عربة السكك الحديدية الخاصة بوريث العرش النمساوي الهنغاري الأرشيدوق فرانس فرديناند. نفذ الأرشيدوق مبتغاه إذ كانت عربته خلف المحرك مباشرة ووُضع فرديناند في الخلف. أدرك فرديناند أنَّ عربة الطعام في القطار كانت وراء عربته، وانتقم من الأرشيدوق برفض دخوله من خلال عربته إلى عربة الطعام. كان فرديناند أول رئيس دولة يطير في طائرة في 15 يوليو من نفس العام خلال زيارة لبلجيكا.

## روابط خارجية
- فرديناند الأول ملك بلغاريا على موقع الموسوعة البريطانية (الإنجليزية)
- فرديناند الأول ملك بلغاريا على موقع مونزينجر (الألمانية)